# 托米丽司

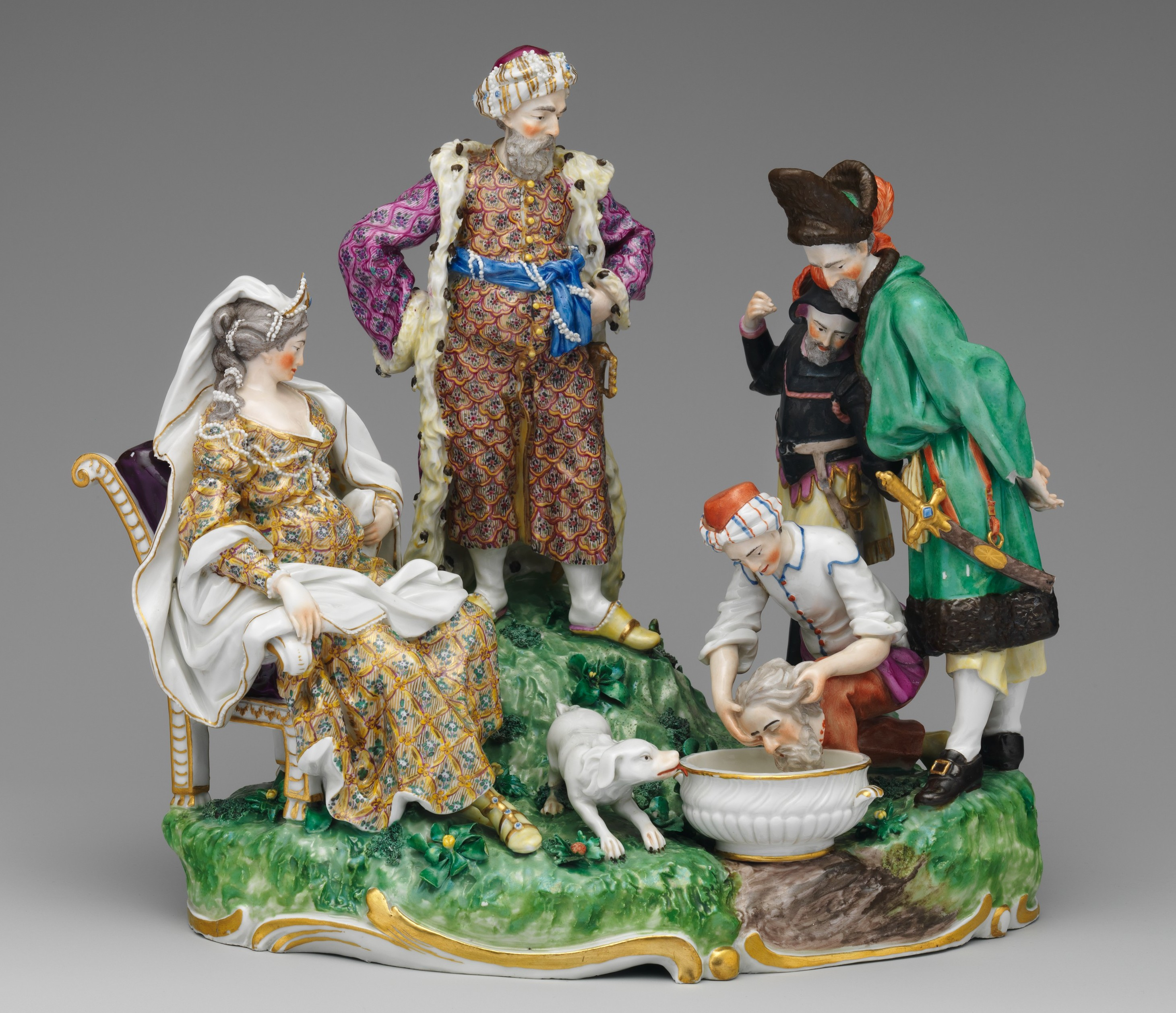
托米丽司和居鲁士大帝的首级。1773年

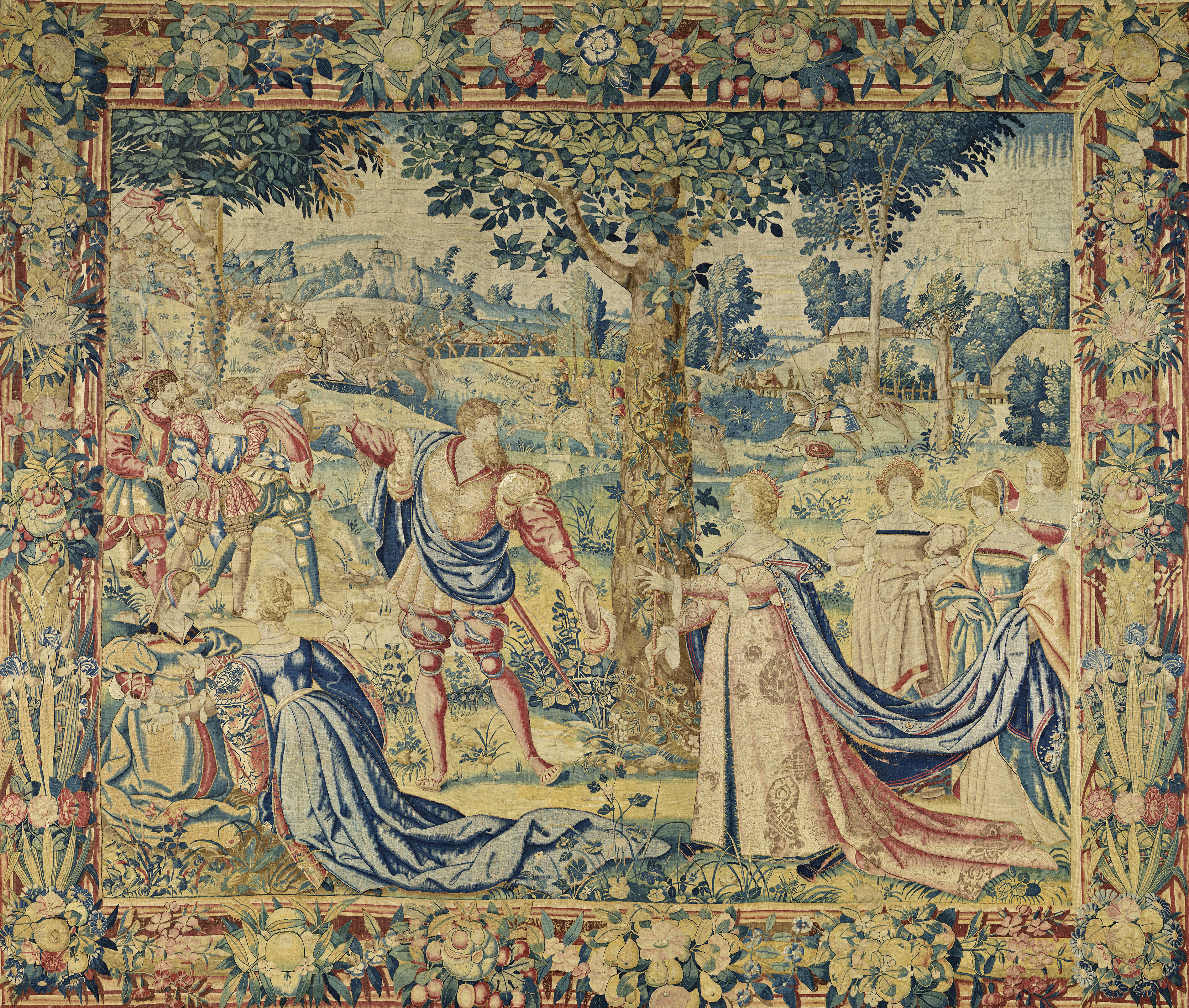
杨·莫伊的《托米丽司得知自己的儿子斯帕加皮斯被居鲁士大帝抓获后》，约绘于1535-1550年

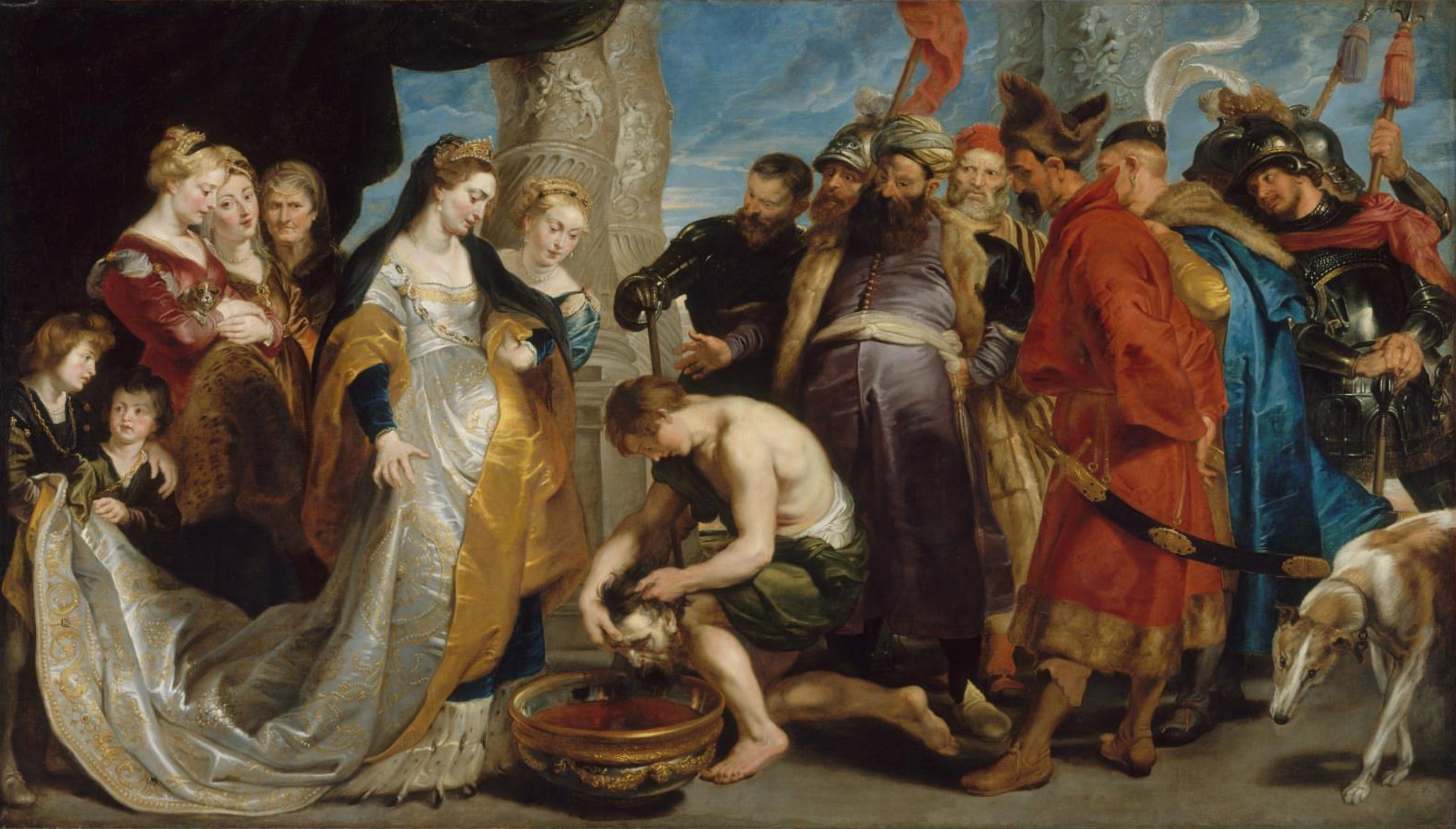
鲁本斯的《托米丽司将居鲁士大帝的首级浸入盛满鲜血的器皿中》

托米丽司 (/ˈtɒmɪrɪs/ ; 塞语 : *Taumuriyaʰ ，羅馬化：Tomuris ) 也称托米丽德，她是统治着中亚的伊朗塞族人中的马萨革泰人的女王。托米丽司曾率领她的军队抵御阿契美尼德帝国居鲁士大帝的进攻，据古希腊历史学家希罗多德的记载，公元前530年，托米丽司击败并杀死了居鲁士大帝。

## 历史

### 背景
托米丽司是某位马萨格泰国王的王后，在国王死后她继承了王位。

### 与波斯的战争
当阿契美尼德帝国的居鲁士大帝向托米丽司提出联姻，意图通过联姻获得马萨革泰人的领土时，她看透了居鲁士的目的，并拒绝了他的联姻。根据曾经的吕底亚国王克罗伊索斯的建议，居鲁士决定入侵马萨格泰人，以回应托米里斯的拒绝。  
当居鲁士开始在阿拉克斯河上建造一座桥梁，意图进攻马萨革泰人时，托米里斯曾建议居鲁士满足于自己的疆域，并不要进犯马萨革泰人的领土。居鲁士最初的进攻被马萨革泰人击溃，之后他在营地的帐篷里大摆宴席，并准备好了大量的酒，以吸引马萨革泰人进犯，自己则率波斯军队在一旁准备伏击。  

### 斯帕加皮斯之死
马萨革泰人的部队由托米丽司的儿子斯帕加皮斯领导，他们像所有铁器时代的草原游牧民族一样，主要使用发酵马奶和大麻作为麻醉用品。因此很不习惯喝酒。在斯帕加劈斯的领导下，马萨革泰人来到了波斯军队的营地，随后便喝醉了，之后居鲁士率军进攻，从而摧毁了三分之一的马萨革泰军队。斯帕加皮斯被居鲁士俘虏，当他清醒后，他请求居鲁士释放他，在居鲁士同意后，斯帕加劈斯便羞愤地自杀了。  
托米丽司在得知斯帕加皮斯的死讯后，愤怒地告知居鲁士，称这种酒令人疯狂，并导致了她的军队和她儿子的毁灭。托米丽司要求居鲁士滚出她的土地，否则她会向太阳发誓，要让居鲁士“饱饮鲜血”。 

### 居鲁士大帝之死
随后，托米丽司亲自率领马萨革泰军队参战，在下一次战斗中，马萨革泰击败了波斯人，波斯军队基本全军覆没。居鲁士大帝本人也在战斗中阵亡，托米里斯发现了他的尸体，砍下了他的首级，将其塞进装满血的袋子里，同时说：“既然你嗜血如渴，那我就满足你！” 

### 余波
根据克特西亚斯记录的居鲁士之死的另一个版本，居鲁士死于与德比斯人的战斗中，德比斯人要么与马萨格泰人相同，要么是马萨格泰人的一个分支。根据这个版本，居鲁士被德比斯人和他们的印度裔盟友打伤了。之后居鲁士的盟友阿米尔吉斯国王阿摩基斯率领自己的军队介入，帮助波斯人击败了德比斯人，居鲁士坚持了三天，在此期间他对自己的帝国做出最后的安排，并任命西萨马斯的儿子斯皮塔塞斯作为德比斯人的总督，最后逝去。   
在与居鲁士的战争之后，人们对托米丽司便知之甚少。到公元前520年左右（或更早），她的部落由一位名叫斯昆卡的国王统治，斯昆卡一直反抗阿契美尼德帝国的统治，直至居鲁士的继承者之一、阿契美尼德国王大流士一世从公元前520年至公元前518年发起对马萨革泰人的征讨。在这场战争中，大流士一世彻底击败了马萨革泰人，俘虏了国王斯昆卡，并用一位忠于阿契美尼德帝国的统治者取而代之。 

## 文化遗产

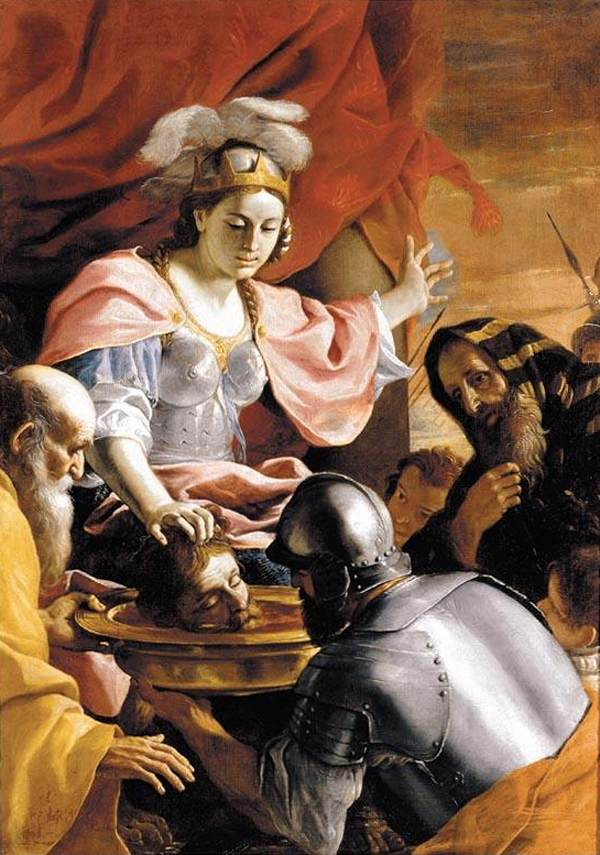
马蒂亚·普雷蒂的《托米丽司女王接受居鲁士的头颅》，绘于1670年–1672年

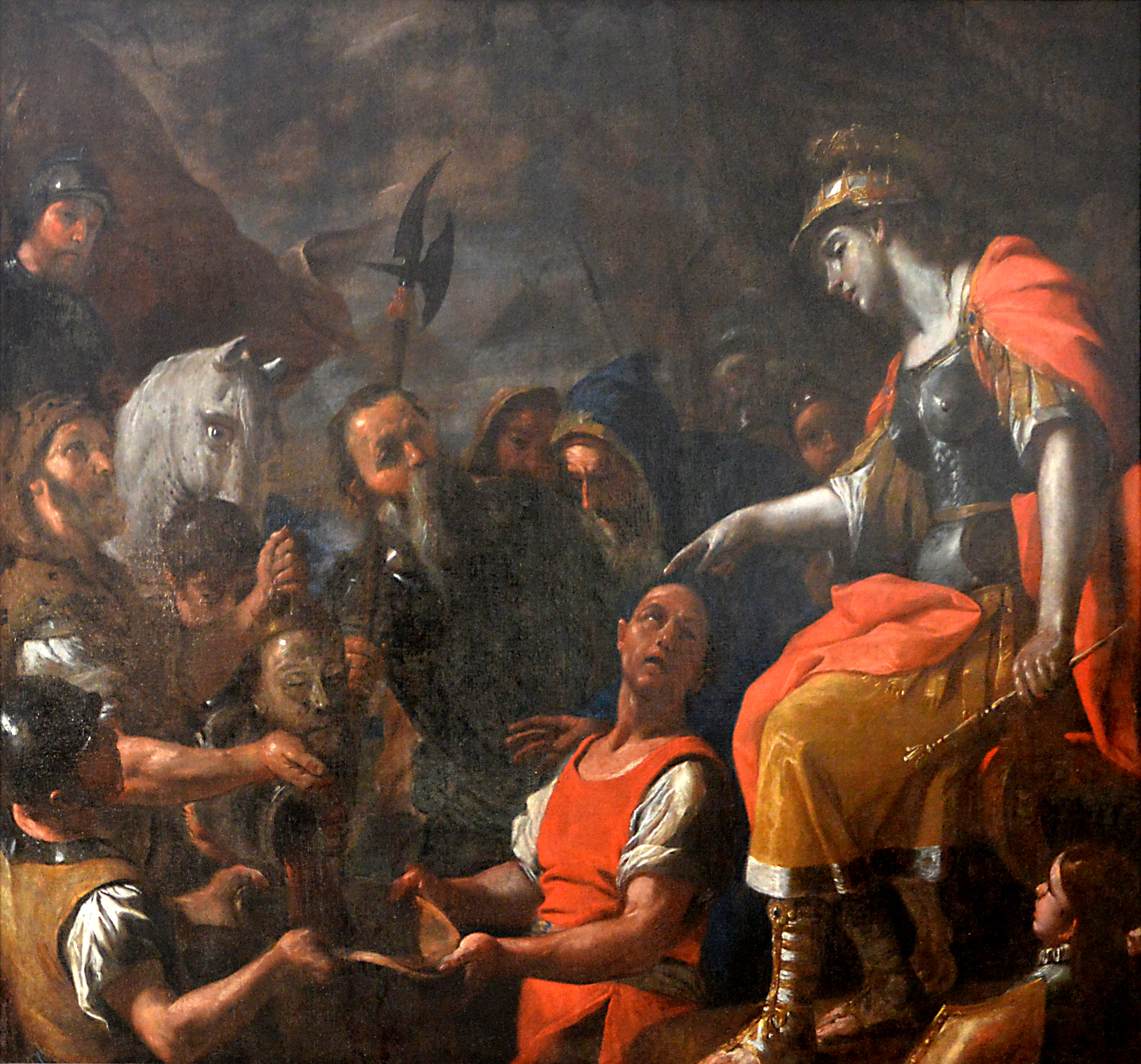
马蒂亚·普雷蒂的《托米丽司女王和居鲁士的头颅》

托米丽司在文艺复兴时期成为欧洲艺术和文学中相当受欢迎的人物。在绘画中，通常的主题是她接受居鲁士的首级，或者将其放入充满血液的容器中。这成为“女性力量”团体的一部分。托米丽司已成为西方艺术的重要组成部分，画家鲁本斯阿莱格里尼、卢卡·法拉利、马蒂亚·普雷蒂、古斯塔夫·莫罗和雕塑家塞韦罗·卡尔泽塔·达·拉文纳，都曾描绘过托米丽司领导军队击败居鲁士的主题。
尤斯塔什·德尚（Eustache Deschamps）将托米丽司作为14世纪末的九女伟人（neuf preuses）之一，添加到他的诗歌中，他的名单中还包括彭忒西勒亚和塞弥拉弥斯。
在莎士比亚最早的戏剧《亨利六世国王》（第一部分）中，奥弗涅伯爵夫人在等待塔尔伯特勋爵到来时，曾提到了托米丽司（第二幕，第三部分）。
莎士比亚将托米丽司称为“斯基泰人的女王”，而不是通常的希腊称呼“马萨格泰人的女王”，这个名称有两个可能的来源：马库斯·朱尼安努斯·贾斯汀努斯的拉丁语删节版《特洛古斯》，或来自亚瑟·戈尔丁的翻译（1564）。
1707年，歌剧《斯基泰女王托米丽司》首次在伦敦上演 。
“Tomyris”这个名称也在动物分类学有所使用，中美洲飞蛾的Tomyris物种组和弄蝶科的Tamyris属都引用了托米丽司的名字。
小行星590以托米丽司的名字命名。
现今的哈萨克斯坦将托米丽司定为民族英雄，并发行硬币以纪念她。

## 流行文化
- To´marisning Ko´zlari （《托米丽司之眼》）是乌兹别克斯坦作家 Xurshid Davron 于1984年出版的一本诗歌和故事集。
- To'marisning Aytgani （《托米丽司语录》）是乌兹别克斯坦诗人哈利玛·许多伊贝尔迪耶娃1996年出版的诗集。
- 哈萨克斯坦电影制片厂于2019年底发行了电影《托米丽司》，在片中她由阿尔米拉·图尔辛饰演。 [23] [24]
- 托米丽司在Firaxis Games2016年发布的策略游戏《文明VI》中领导斯基泰文明。[25] [26]
- 位于华盛顿特区的女性主唱重金属乐队A Sound of Thunder在2018年发行的第六张全长专辑《It Was Metal》中收录了一首以历史人物为主题的歌曲“托米丽司” [27]

## 其他相关
- 阿迈格
- 泽里纳亚科

## Sources
- Mayor, Adrienne. . Princeton, United States: Princeton University Press. 2014: 143–144. ISBN 978-0-691-14720-8.
- Mayor, Adrienne. . Encyclopædia Iranica. 2017  [20 July 2022]. （原始内容存档于2023-06-25）.
- Rollinger, Robert. . Encyclopædia Iranica. 2003  [20 July 2022]. （原始内容存档于2023-06-07）.
- Schmitt, Rüdiger. . Encyclopædia Iranica. 2018  [20 July 2011]. （原始内容存档于2023-05-19）.